# Harmonica Bridge
Harmonica Bridge – międzynarodowy festiwal muzyczny poświęcony harmonijce ustnej, odbywający się w latach 2001–2019 w Bydgoszczy i Toruniu. Dyrektorem artystycznym festiwalu był Sławomir Wierzcholski.
Podczas festiwalu prezentowali byli muzycy grający na harmonijce ustnej reprezentujący jazz, blues, muzykę pop, folkową oraz  klasyczną. Na festiwalu wystąpili m.in: Franz Chmel, Sebastien Charlier, Billy Gibson, Steve Baker, Jean-Jacques Milteau, Brendan Power. Podczas festiwalu odbywał się konkurs harmonijkarzy, warsztaty instrumentalne, wystawy fotograficzne oraz pokazy instrumentów. Część koncertów w Toruniu odbywała się pod pomnikiem Mikołaja Kopernika oraz w klubie Hard Rock Pub Pamela, gdzie odbywały się jam session.

## Historia
Festiwal powstał z inicjatywy Marka Stankiewicza (ówczesnego dyrektora Miejskiego Ośrodka Kultury w Bydgoszczy) oraz Sławomira Wierzcholskiego, lidera zespołu Nocna Zmiana Bluesa. Pierwsza edycja festiwalu odbyła się w 2001 roku w Bydgoszczy. Wówczas nosił nazwę Bydgoszcz Harmonica Meeting. W 2004 roku w Toruniu odbyło się Toruń Harmonica Top, stanowiący część bydgoskiego festiwalu. W 2006 roku zdecydowano się o połączenie obu festiwali w jedno, pod nazwą Harmonica Bridge. Ostatnia edycja festiwalu odbyła się w 2019 roku. Festiwal został przerwany rok później w wyniku pandemii COVID-19.